# Дубовый Лес (Минский район)
Дубовый Лес (бел. Дубо́вы Лес) — деревня в Минском районе Минской области Беларуси. Входит в состав Михановичского сельсовета.

## География
Расположена в 16,5 км на юг от Минска, 5 км от железнодорожной станции Михановичи, на пересечении дорог Н9061 и Н9436.

## История
В 1858 году деревня в Игуменском уезде Минской губернии, собственность помещиц С. и А. Искржецких.
С конца февраля 1918 года территория оккупирована войсками Германской империи. 25 марта 1918 года согласно Третьей Уставной грамоте провозглашалась частью Белорусской Народной Республики. В декабре 1918 года занята Красной Армией, с 1 января 1919 года в соответствии с постановлением I съезда КП(б) Беларуси она вошла в состав Советской Белоруссии, с 27 февраля 1919 года — в ЛитБел ССР. Во время Польско-советской войны в августе 1919 — июле 1920 годов и в середине октября 1920 года под оккупацией Польши.
С 31 июля 1920 года в Белорусской ССР. С 20 августа 1924 года деревня в Кайковском сельсовете Минского округа (до 26 июля 1930). С 18 января 1931 года в Смиловичском районе. С 26 мая 1935 года в Минском районе, с 20 февраля 1938 года в Минской области.
Во Вторую мировую войну с конца июня 1941 года до начала июля 1944 года территория под оккупацией Германии.

## Население
- 1897 год — 26 дворов, 145 жителей
- 1917 год — 40 дворов, 246 жителей; железнодорожная станция — 1 двор, 7 жителей
- 1926 год — 40 дворов, 203 жителя
- 1999 год — 58 человек (перепись населения)
- 2009 год — 41 человек (перепись населения)

## Галерея

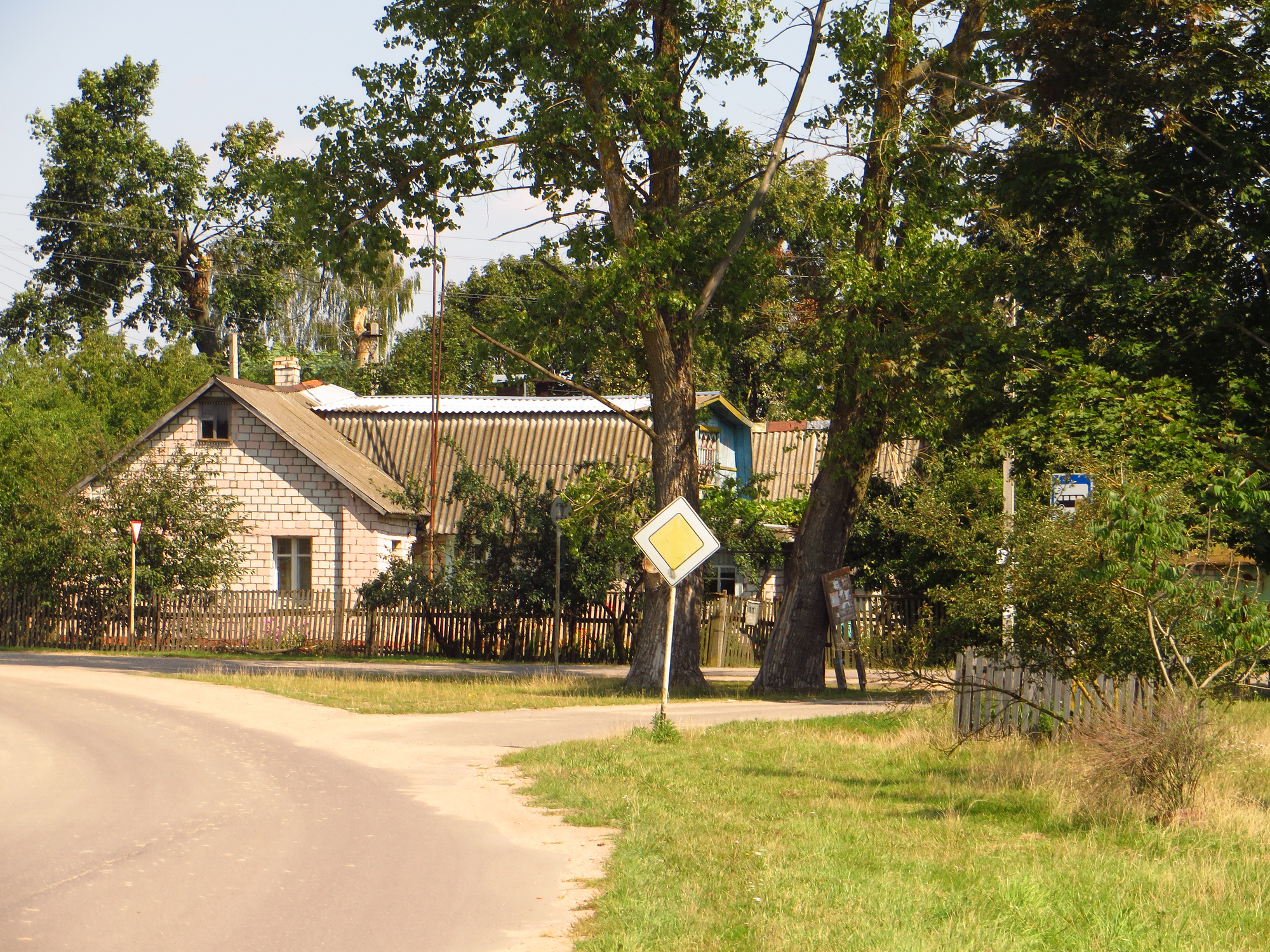
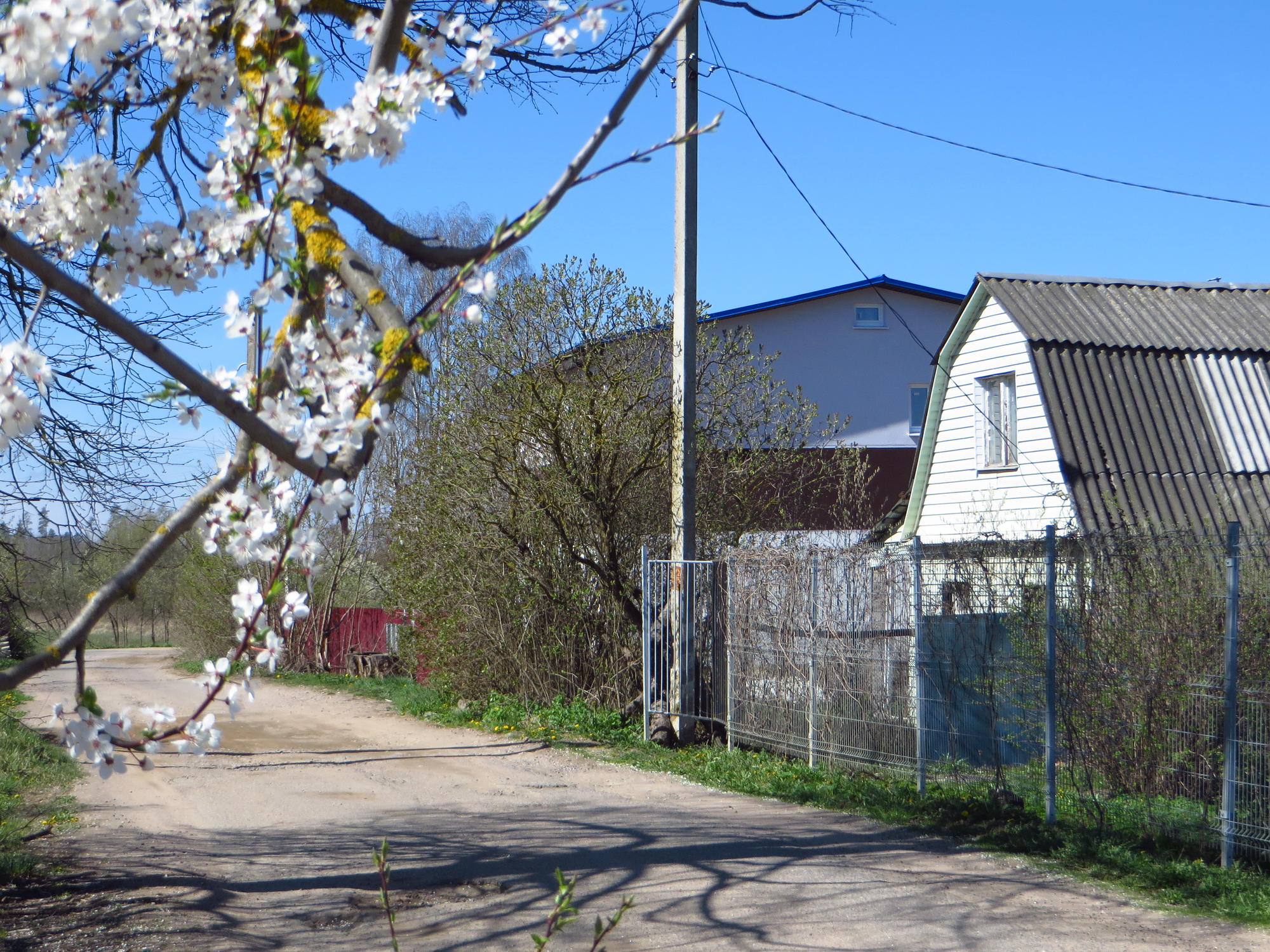
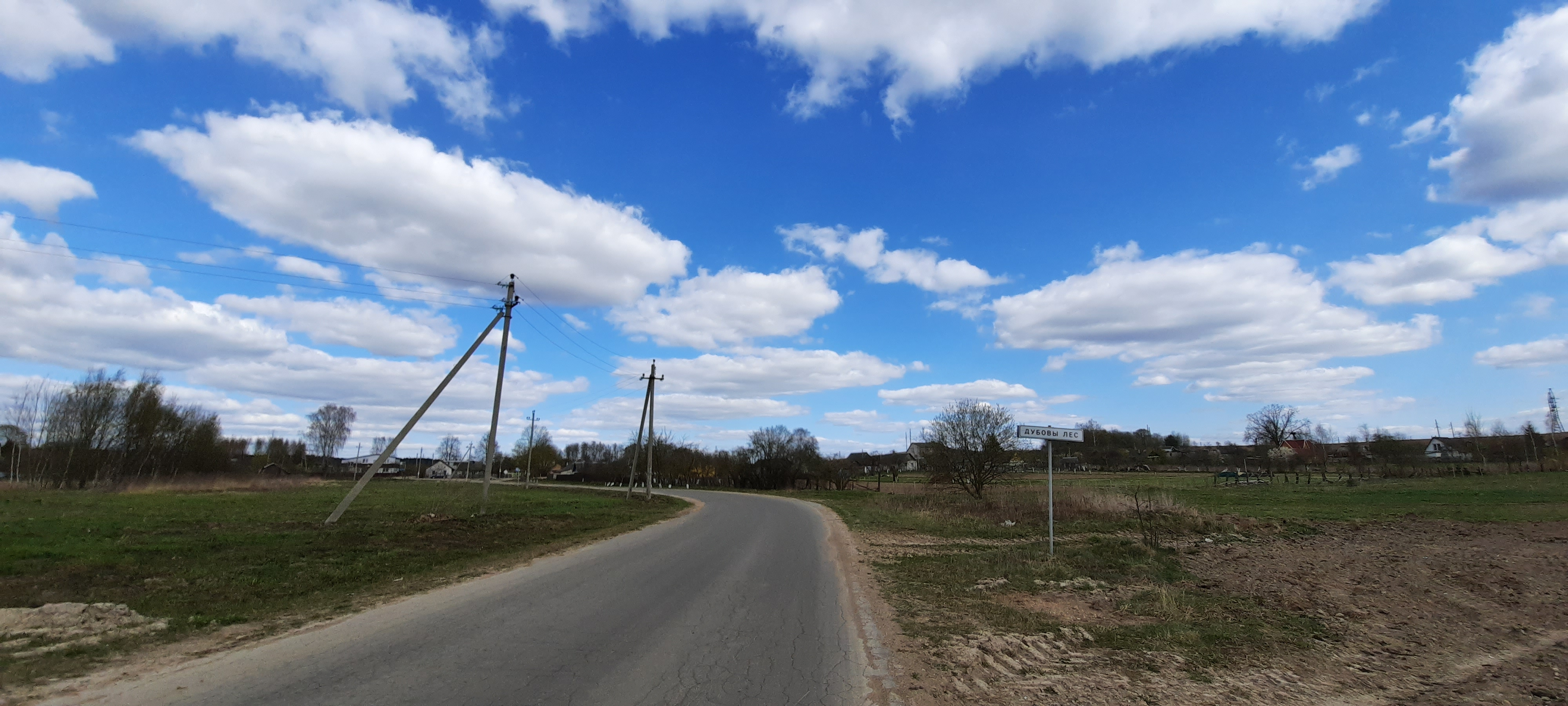